# Szent György-bazilika (Prága)

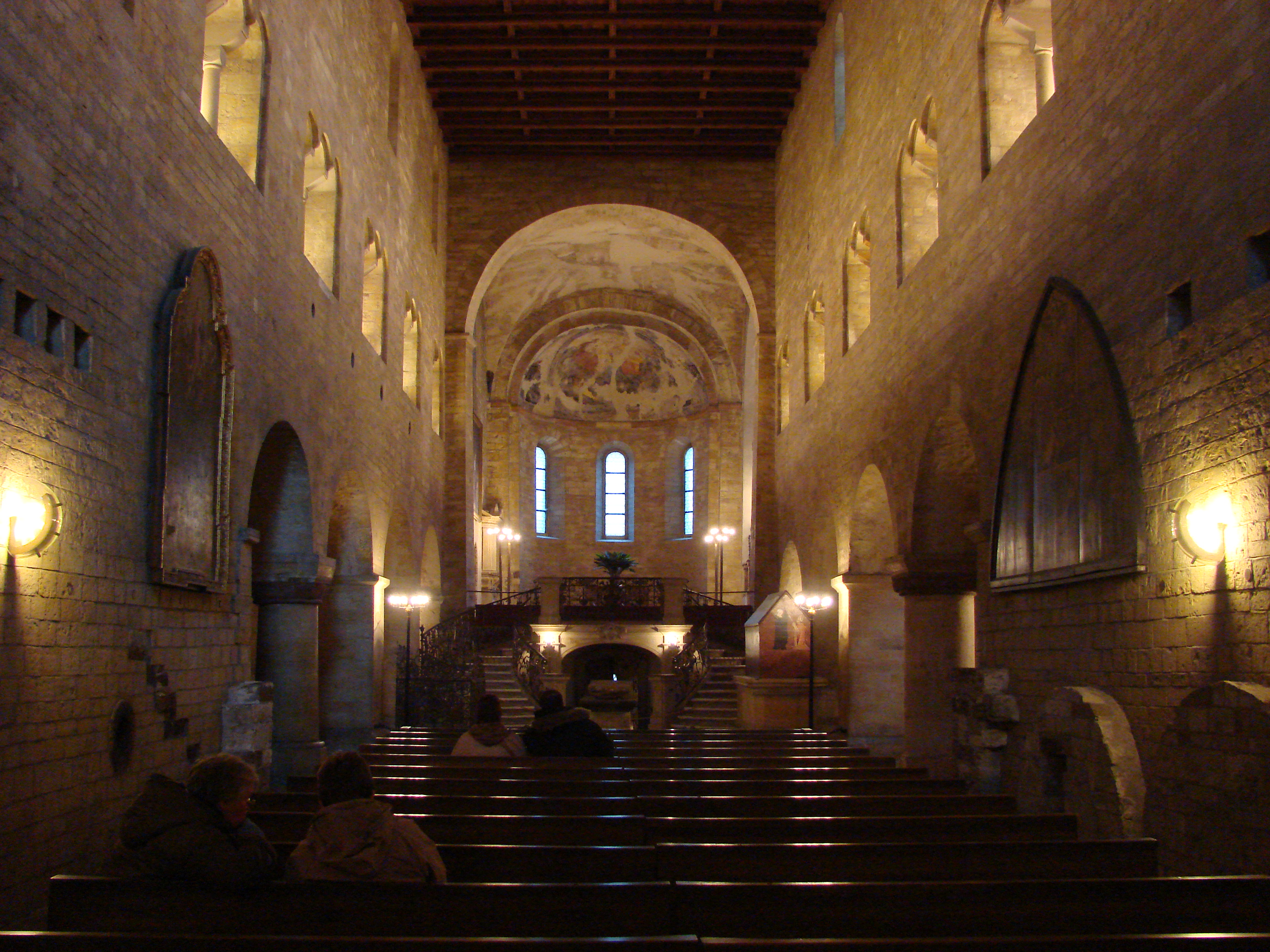
A főhajó

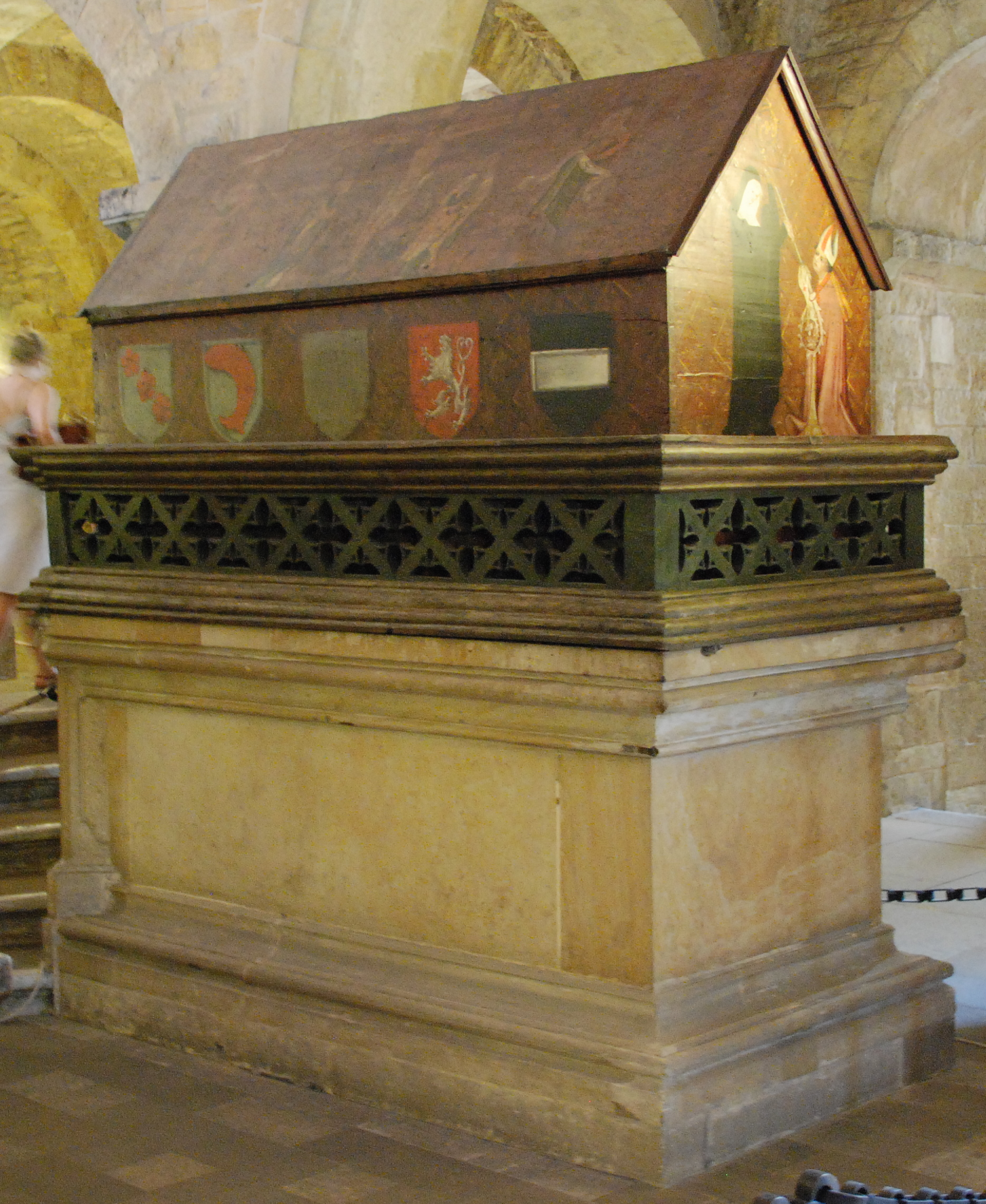
Vratiszláv szarkofágja

A Szent György-bazilika (csehül: Bazilika sv. Jiří) a prágai várnegyed legrégibb, Prága 2. legrégibb és egyben legjobb állapotú román stílusú temploma a Szent György tér keleti oldalán. Közvetlenül csatlakozik hozzá a Szent György-kolostor.

## Története
920-ban alapította I. Vratiszláv fejedelem; eredetileg egyhajós volt. Háromhajóssá 973-ban bővítették, amikor bencések egy női kolostort építettek mellé; ez volt Prága első apácakolostora. A többszöri újjá-, illetve átépítés miatt külseje nem utal arra, hogy már több mint 1000 éves, ez csak belül látható. 1055-ig ez a bazilika volt a Přemysl-ház hivatalos temetkezőhelye, ezután a Szent Vitus-székesegyház. 
Először 1142-ben égett le, ezután Berta apátnő építtette újjá a maihoz meglehetősen hasonló külsővel (román stílusban). Ekkor épült a két fehér mészkőtorony és a keleti oldal két román ablaksora. A 13. század első felében építették meg a Szent Ludmilla-kápolnát. Szent Vencel nagyanyjának csontmaradványait az 1380 körül épített síremlékben helyezték el. Ekkor épült a nyugati oldal portikusza is
Az 1541-es tűzvész után reneszánsz stílben építették át, a 17. század végén barokkossá alakították. 1718–1722 közt délnyugati sarkához František Maxmilián Kaňka hozzátoldotta Nepomuki Szent János-kápolnáját, hogy abban tarthassák meg a későbbi szent boldoggá avatását ünneplő misét. 
Miután II. József feloszlatta a szerzetesrendeket, a kolostort és a bazilikát is a hadsereg használta; az épületek állapota leromlott.
A templom 1142-es, román külsejét az 1888–1912 (1887–1908) közötti, František Mach tervei alapján végzett restaurálással próbálták visszaadni, homlokzatán azonban továbbra is a barokkos jegyek dominálnak. A reneszánsz elemek közül a kapuzatot hagyták meg; ezt szent György gótikus domborművének másolatával.
Régészeti feltárására 1958–1964 között került sor.
1962-ben nemzeti kulturális emlékhellyé nyilvánították és hangversenyteremmé alakították. 1969–1975 között újabb rekonstrukcióval kiállítóhellyé alakították és itt helyezték el a Prágai Nemzeti Galéria gyűjteményének egy részét (kiállítás és raktár). A galéria kiköltözése óta időszakos kiállításokat tartanak benne.

## Az épület
Ez a vár legrégibb épen maradt épülete. Fehér ikertornyai egész Prágából látszanak. Közelebbről szemlélve feltűnő jellegzetessége fehér sávokkal tagolt a vörös homlokzat.
A Nepomuki Szent János-kápolna homlokzatát szentek domborművei díszítik; ezeket Ferdinand Maxmilián Brokoff faragta.
A Szent György utcára nyíló, régi bejárat reneszánsz kapuját a sárkányt legyőző Szent György gótikus domborművének másolata díszíti. A bronz kaput Benedikt Ried műhelyében öntötték 1520 körül; ennek a legfőbb dísze is egy sárkánnyal hadakozó lovag. Az új bejáratot a 14. században nyitották a templom nyugati oldalán, majd a 17. században kora barokk stílusban építették át a korra jellemző terrakotta figurákkal. 
A homlokzatot díszítő homokkő szobrokat:
- a templomot alapító I. Vratiszláv,
- a kolostor névadója, boldog Přemysl Mlada

valószínűleg Jan Jiří Bendl faragta.

## Berendezése
Háromhajós, román stílusú belső tere egyszerű. Az egykori mennyezetfreskókból a sorozatos felújítások eredményeként csak egy relief néhány töredéke maradt fenn:
- az angyalok megkoronázzák Szűz Máriát;
- Mlada és Berta apátnők térdelő alakjai;
- II. Ottokár és nővére, Ágnes (Anežka) apátnő

a karzaton  és a szent Ludmilla-kápolna mellett.
A templom Szent kereszt oltárát a 15. század elejétől a 19. század közepéig egy 1410 és 1420 között faragott, a keresztre feszített Krisztust ábrázoló faszobor díszítette. A 19. század közepén a bazilikát felújították, a szobrot pedig máshová helyezték, majd 1989-től elveszettnek tekintették. 2009-ben a Mindenszentek kápolnájának villanyvezetékeit javító munkások találták meg egy halom öreg szék mögött.
A kriptába egy barokk stílusú lépcsőn juthatunk le. A helyiségben egy allegorikus Brigitta-szobor (fekvő, halott szűz) az emberi állhatatlanságra és esendőségre emlékeztet.
A templomban két fejedelem sírja bizonyos, kettőé valószínű. Biztosan itt nyugszik:
- I. Vratiszláv és
- II. (Jámbor) Boleszláv.

Valószínűleg itt nyugszik:
- Ulrik és
- Jaromír.

A királyi ház további tagjai közül kiemelendő Szent Ludmilla fejedelemné, az ország egyik védőszentje.
A Nepomuki szent János-kápolna falait Václav Vavřinec Reiner festményei díszítik.
A főhajó déli falán Hans Burgkmair képei örökítik meg a 4. században élt Szent Orsolya és a 11 000 keresztény szűz vértanúságát. Az északi oldalhajó Krisztus-szobra Otto Herbert Hájek műve (1947–1948), amit a művész a templom újraszentelése alkalmából ajándékozott a cseh népnek és személyesen Václav Havel elnöknek.

## Látogatása
Nyitva minden nap.
- április–október: 9:00–17:00.
- november–március: 9:00–16:00.